# Łobez
Łobez là một thị trấn thuộc huyện Łobeski, tỉnh Zachodniopomorskie ở tây-bắc Ba Lan. Thị trấn có diện tích 11,75 km². Đến ngày 1 tháng 1 năm 2011, dân số của thị trấn là 10459 người và mật độ 815 người/km².

## Thị trưởng
| 1632 - Carsten Beleke           |  | 1809 – Johann Georg Falck                                            |
| 1670 – Bernd Bublich            |  | 1823–1840 – Johann Friedrich Rosenow                                 |
| 1700 – Paul Belecke             |  | 1842–1844 – Adolf Ludwig Ritter (privremeno)                         |
| 1702 – Theele                   |  | 1844–1845 – Albert Wilhelm Rizky                                     |
| 1723 – F. C. Hackebeck          |  | 1846–1852 – Heinich Ludwig Gotthilf Hasenjäger                       |
| 1734 – F. W. Weinholz           |  | prije 1859. Hasenjaeger                                              |
| 1736 – Schulze                  |  | 1852–1864 – Carl Albert Alexander Schüz                              |
| 1732 – Hackenberken             |  | 1921 – Willi Kieckbusch                                              |
| 1745 – M. C. Frize              |  | 1945 – Hackelberg, Teofil Fiutowski, Stefan Nowak, Feliks Mielczarek |
| 1746 – Johann Friedrich Thym    |  | 1946 – Władysław Śmiełowski                                          |
| 1752 – Johann Gottsried Severin |  | 1948 – Tadeusz Klimski                                               |
| 1753? – J. F. von Flige         |  | 1949 – Ignacy Łepkowski                                              |
| 1757 – Johann Friedrich Thym    |  | 1990-94 – Marek Romejko                                              |
| 1757 – Heller                   |  | 1994-1998 – Jan Szafran                                              |
| 1767 – Gottlieb Timm            |  | 1998-2002 – Halina Szymańska                                         |
| 1775 – Johann Gottfried Severin |  | 2002-2006 – Marek Romejko                                            |
| 1790 – Jahncke                  |  | 2006 – 2014 – Ryszard Sola                                           |
| 1805 – Heinrich (?) Falck       |  | 2014 – Piotr Ćwikła                                                  |
| 1806 – Zuther (1712)            |  |                                                                      |
| 1806 – Nemitz                   |  |                                                                      |